# Wasserturm Rodgau-Jügesheim

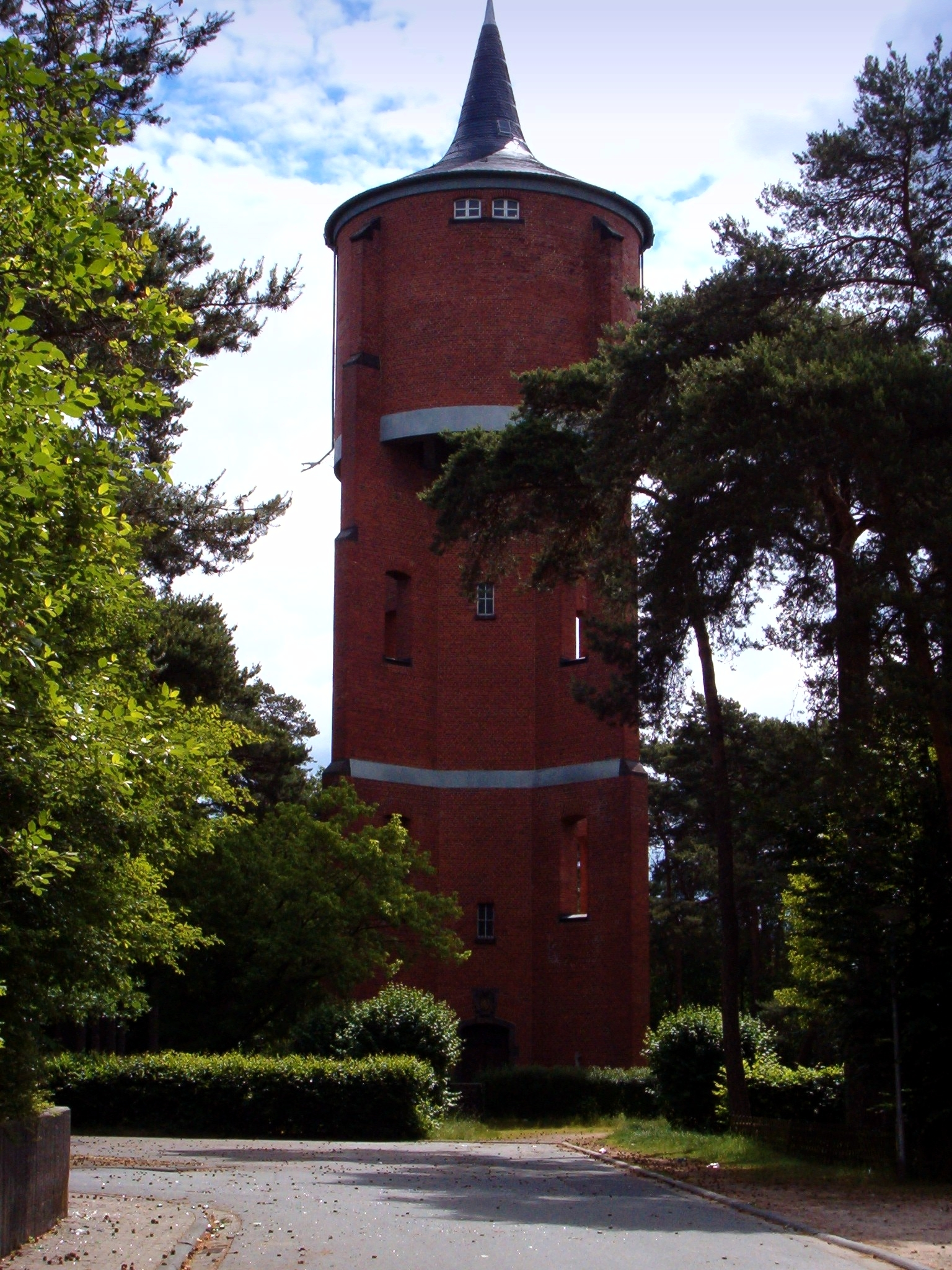
Der Wasserturm

Der Wasserturm Rodgau-Jügesheim ist mit 43,5 Metern Gesamthöhe das von weither sichtbare Wahrzeichen des Rodgauer Stadtteils Jügesheim und steht als Industriedenkmal unter Schutz. Er ragt am östlichen Ortsteilausgang aus einem dichten Kiefernwäldchen hervor, nur wenige Meter von der Bundesstraße 45 entfernt.

## Planung und Bauausführung
Im Zuge des Wasserleitungsbaus im östlichen Kreis Offenbach wurde ab 1933 ein ganzes Netz von Gruppenwasserwerken und drei Wassertürmen als Druck- und Vorratsbehälter geplant. Vorgabe an die planenden Architekten war, dass die Türme sich als herausragende Bauwerke stilistisch an ein bereits bestehendes hohes Bauwerk der näheren Umgebung anzupassen haben. So ähnelt der Wasserturm in Hanau-Steinheim einem Turm der alten Wehrbefestigung und der Seligenstädter Wasserturm dem Stadttor. Der Jügesheimer Turm sollte sich dem neogotischen Baustil der Kirche St. Nikolaus anpassen.
Ein Darmstädter Architekturbüro entwarf die Baupläne und erstellte die gewagte Statik, die zunächst von vielen Fachleuten als undurchführbar eingestuft wurde. Trotzdem erhielt das Büro 1935 den Bauauftrag und begann 1936 mit der Errichtung des Turms. Der Grundstein befindet sich im Fuß des rechten Tragpfeilers.
Mit fortschreitender Bauausführung wurde die außergewöhnliche Konstruktion des Turms sichtbar: Ein runder, mit roten Klinkern verblendeter Hochbehälter aus Beton mit einem Durchmesser von etwa 15 Metern sitzt auf einem quadratischen Mittelteil mit sehr kleinem Grundriss und vier kreuzförmig angeordneten, nach unten abgestuften Tragpfeilern, wie sie oft an gotischen Kirchen zu finden und hier genau denen der Nikolaus-Kirche nachempfunden sind. Ein zusätzlicher Ringanker aus Beton im unteren Drittel des Turms gibt der Konstruktion die notwendige Standfestigkeit. Mittelteil und Tragpfeiler sind ebenfalls aus roten Klinkern gemauert und zeigen mit ihren acht offenen Bogenfenstern deutliche Anklänge an die expressionistische Formensprache der 1920er-Jahre. Diese Öffnungen verringern die Windlast des Gebäudes.
Über dem Hochbehälter befindet sich die Turmstube. Sie ist durch eine schmale Treppe mit 170 Stufen begehbar, die mitten durch den Wasserbehälter führt. Gekrönt wird die Turmstube von einer runden, nach oben etwa sieben Meter spitz zulaufenden Dachhaube. Diese schwierige Dachstuhlkonstruktion wurde von der ortsansässigen Zimmerei Henkel ausgeführt und schließlich mit Naturschiefer eingedeckt. Der Hochbehälter fasst 400 m³ Wasser bei einer Löschwasserreserve von 80 m³ und wurde bis zur Stilllegung nachts durch das gleichzeitig erbaute Gruppenwasserwerk Jügesheim über eine Steigleitung aufgefüllt.

## Geschichte
Am 15. Mai 1938 wurde der Wasserturm im Rahmen eines großen Festes, bei dem acht Fanfarenbläser in den offenen Fensterbögen standen, seiner Bestimmung übergeben. Die zu dieser Zeit gleichgeschaltete Presse beschrieb ihn als einmaliges, gigantisches Bauwerk. Tatsächlich ist der Turm ein Unikat. Eine auch nur annähernd ähnliche Konstruktion aus gemauerten Klinkern gibt es nirgends sonst.
Der Wasserturm versorgte die Stadtteile Dudenhofen, Jügesheim, Hainhausen und Weiskirchen mit Trinkwasser bis 1979. Stärkere Pumpen in den drei städtischen Wasserwerken bei Hainhausen und Jügesheim machten den Turm als Wasserspeicher überflüssig, sodass er trocken gefahren und stillgelegt wurde. Danach geriet er zunächst in Vergessenheit. Als Mitte der 1980er Jahre der Abriss drohte, übernahm 1988 die Stadt Rodgau den Turm vom Wasserzweckverband im Tausch mit dem Hainhäuser Wasserwerk und der Zahlung einer symbolischen Mark und ließ ihn für eine halbe Million DM renovieren. Das Mauerwerk wurde neu verfugt und das Dach neu eingedeckt. Der Turm wird seither vom Verein Freunde des Wasserturms genutzt und erhalten. So wurden die verloren gegangenen Drachenbrunnen rechts und links des Eingangs rekonstruiert und der Wappenstein über der Tür restauriert.
Im Turmzimmer hat man um 1980 einen Nistkasten für Turmfalken angelegt, den diese gerne angenommen haben. Die leeren Tanks dienen Fledermäusen als Winterquartier. Seit 1991 wird der Jügesheimer Wasserturm nachts durch drei Scheinwerfer mit Quarzdampflampen angestrahlt.

## Kurioses
In den 1950er Jahren war es notwendig geworden, die eiserne Wendeltreppe, die durch den Betonwasserbehälter in das Giebelzimmer führte, zu erneuern, da sie durchzurosten drohte. Man entschied sich für eine Betontreppe, legte die Schalung an und goss die Treppe in einem Stück. Am nächsten Morgen befanden sich deutlich sichtbare Fußspuren eines jungen Menschen in dem jetzt abgebundenen Beton, die nach oben führten. Wohlgemerkt: nach oben, nicht wieder zurück. Aber es befand sich niemand im Turmzimmer und man befürchtete, der Mensch sei in eine der Tanköffnungen gefallen und ertrunken. So schnell es ging, ließ man das Wasser vollständig ab, aber es fand sich keine Leiche. Nun untersuchte man die Fußspuren genauer und entdeckte, dass der nächtliche Besucher sehr wohl wieder hinabgestiegen war, rückwärts genau in seinen eigenen Fußabdrücken, die er beim Hinaufgehen hinterlassen hatte. Der Ulk war insofern folgenschwer, als Jügesheim so lange kein Wasser hatte, bis der Behälter wieder einigermaßen gefüllt war. Es kam übrigens nie heraus, wer der Übeltäter war.

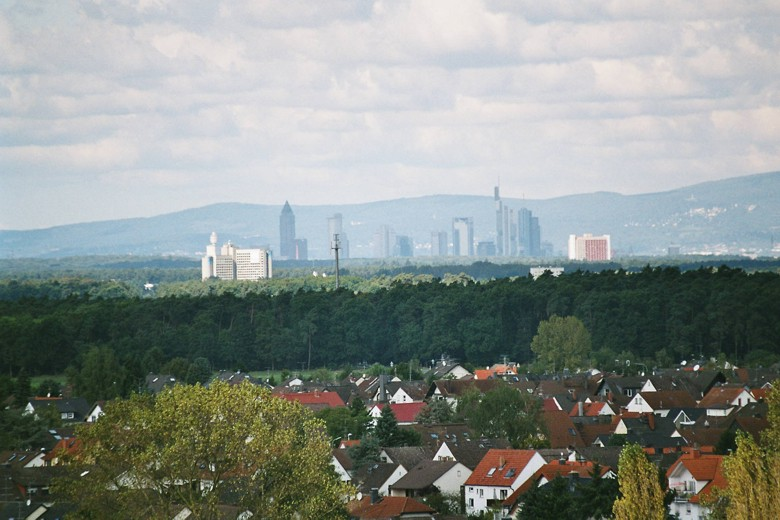
Blick vom Wasserturm auf Frankfurts Skyline und den Taunus

Merkwürdig mutet auch an, dass der Grundstein am Fuß des einen Tragpfeilers mit einer schlichten Betonplatte verschlossen ist, die das Einweihungsdatum 15. Mai 1938 trägt. Aus dieser Platte wurde offensichtlich später eine Fläche in Form eines auf der Spitze stehenden Quadrats herausgeschlagen. Dementgegen befindet sich über der Eingangstür das alte Jügesheimer Wappen als aufwändige Halbplastik mit der Jahreszahl des Baubeginns und der Grundsteinlegung 1936. Es ist anzunehmen, dass nach dem Zweiten Weltkrieg beide Platten getauscht wurden und erst dann ihren heutigen Platz einnahmen.

## Turmfest
Jeden dritten Sonntag im September findet das Wassertormfest statt. Dann ist die Turmstube über dem Wasserbehälter für die Öffentlichkeit zugänglich. Von dort bietet sich aus 36 Metern Höhe ein weiter Rundblick über die Mainebene, umrahmt von Taunus, Spessart und Odenwald. In Richtung Norden ist die Skyline von Frankfurt am Main zum Greifen nah.

Ansichten
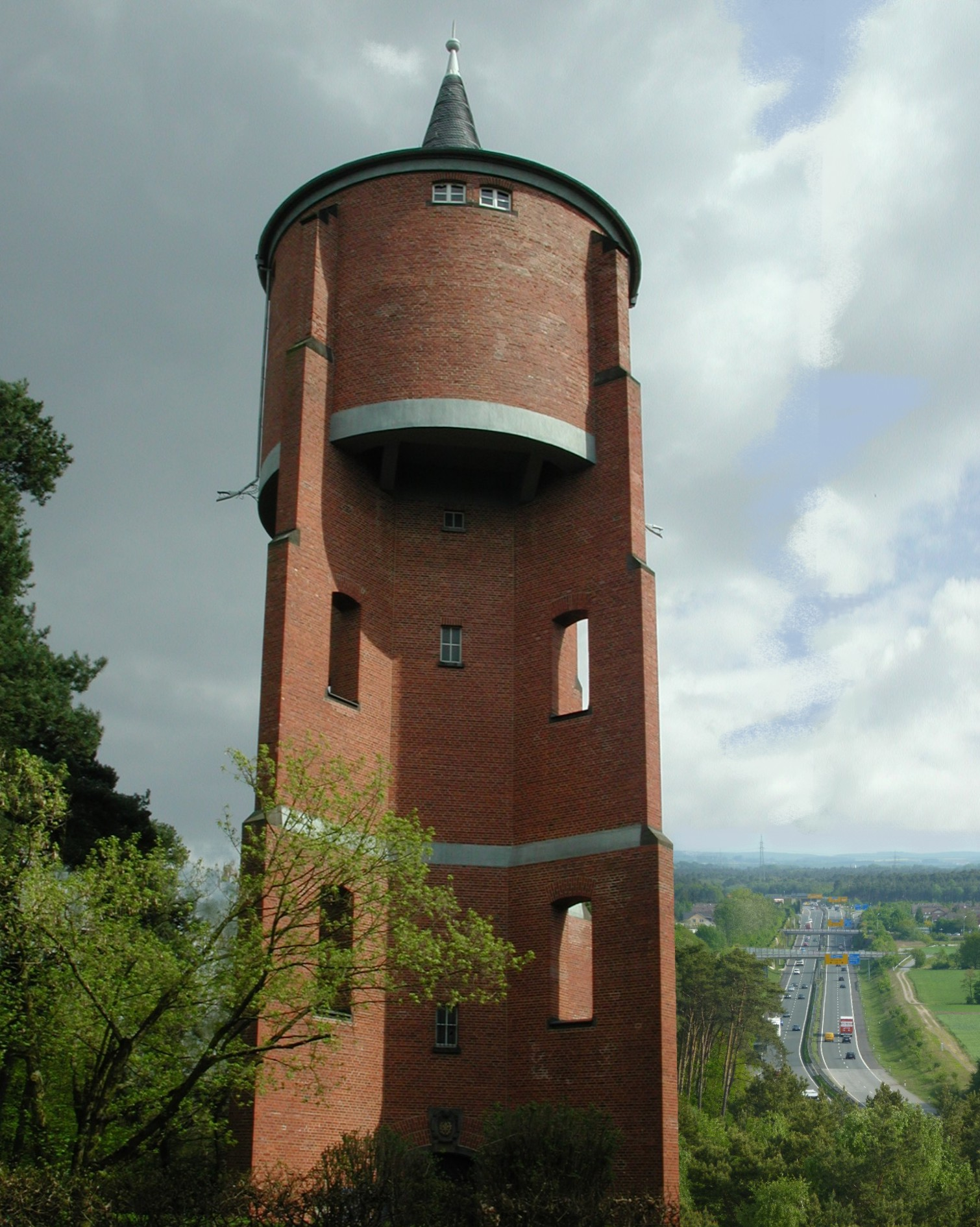
Wasserturm und B 45
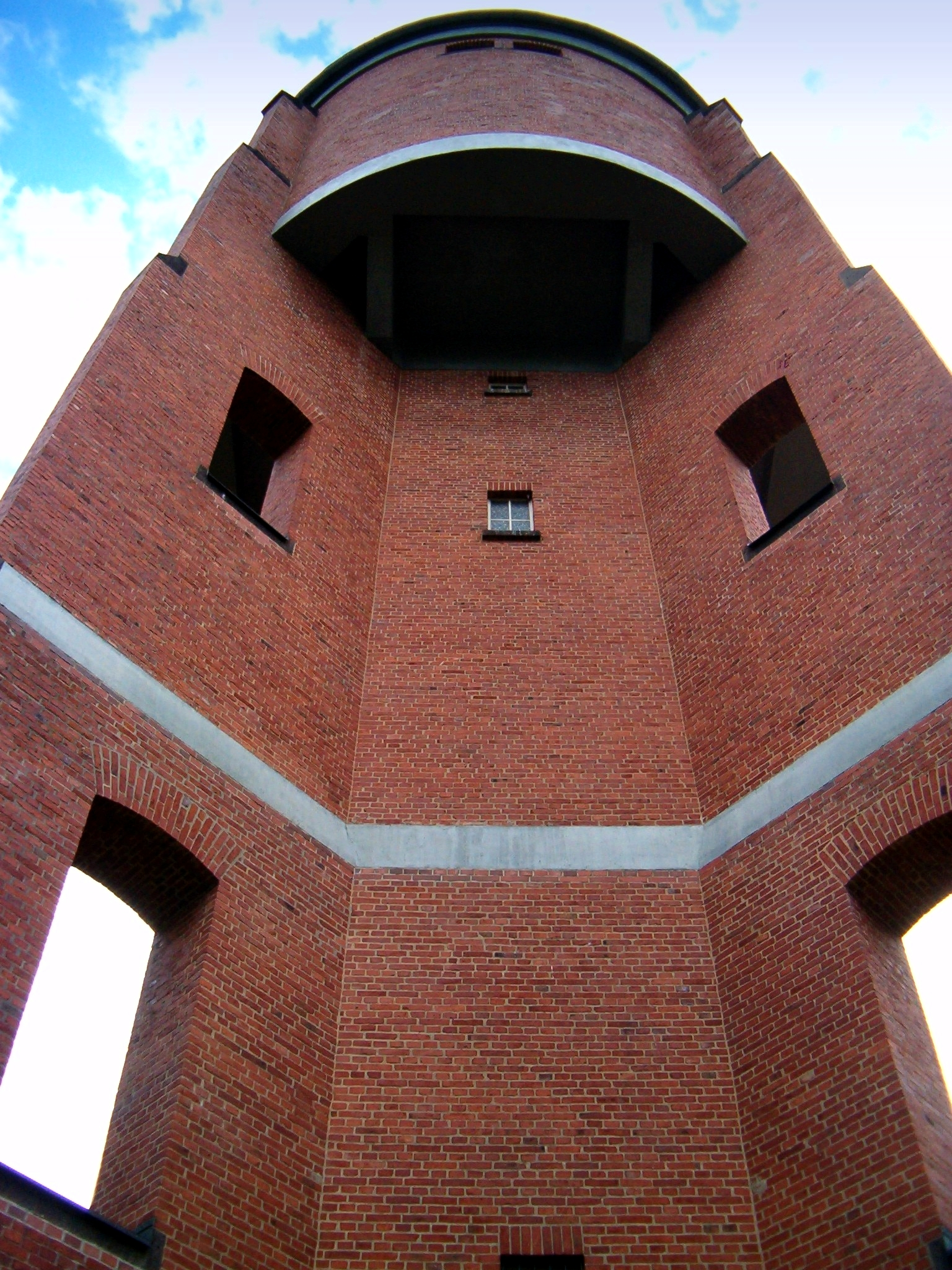
Blick nach oben
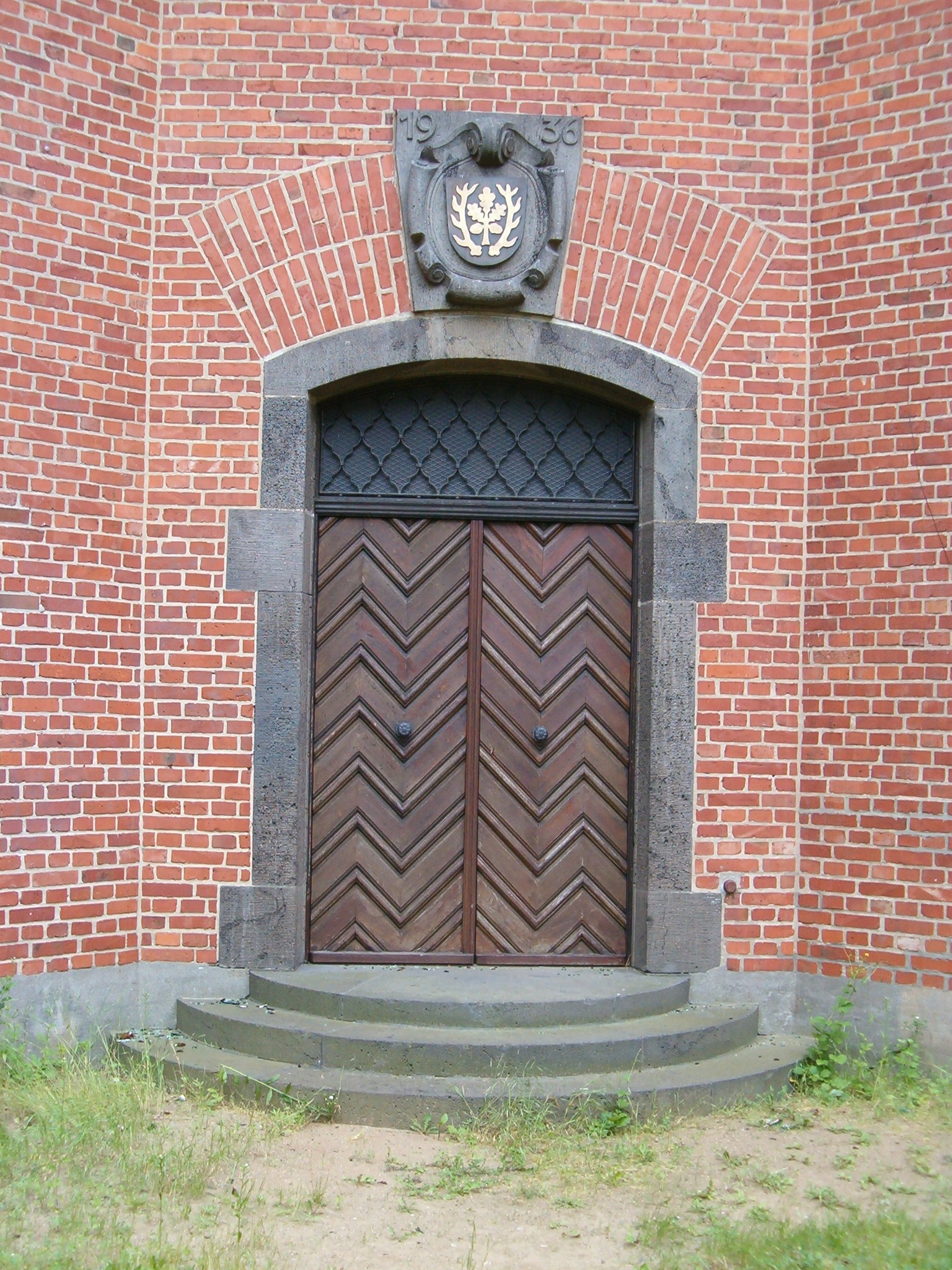
Eingang mit Wappen
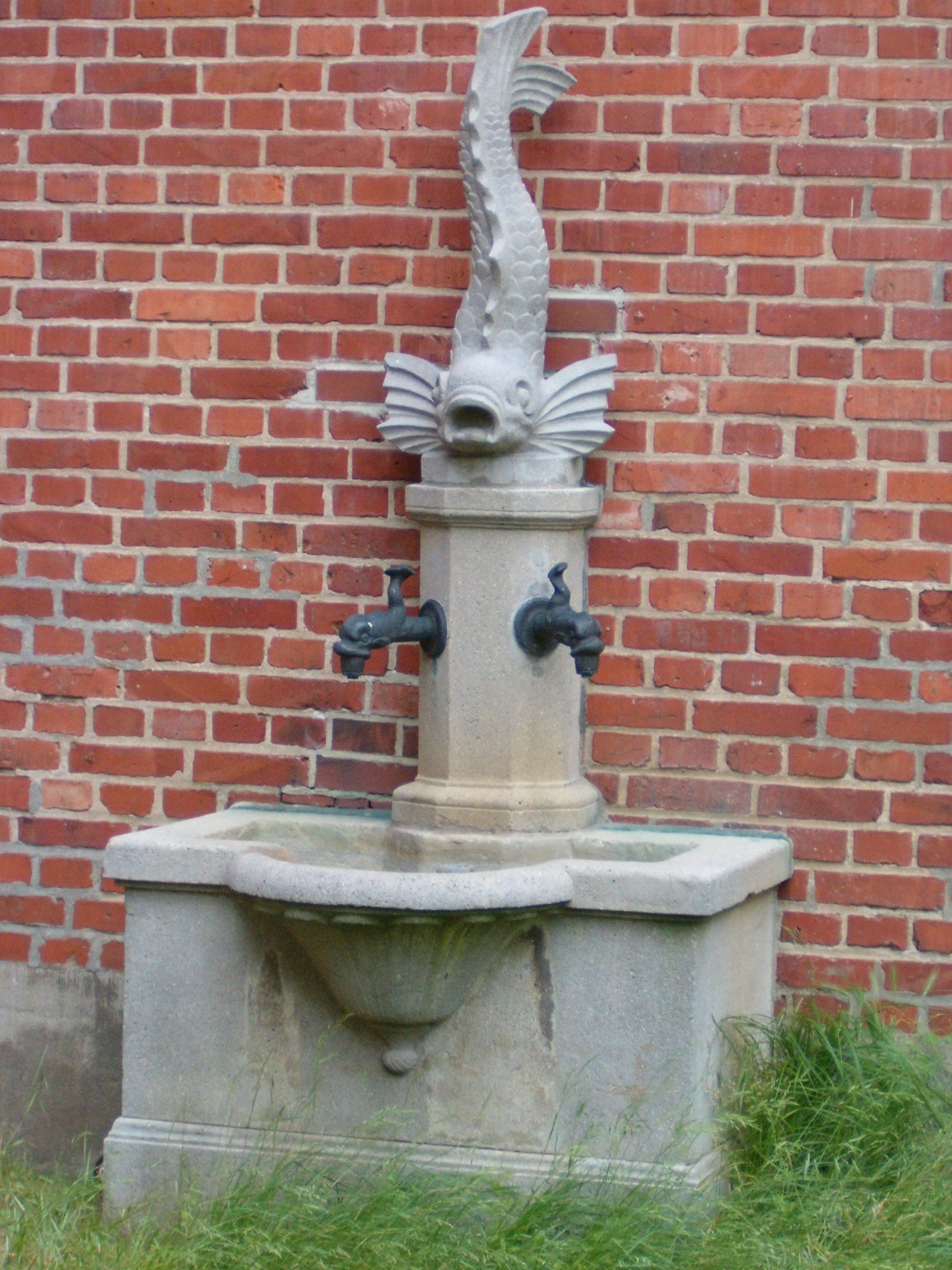
Drachenbrunnen am Eingang
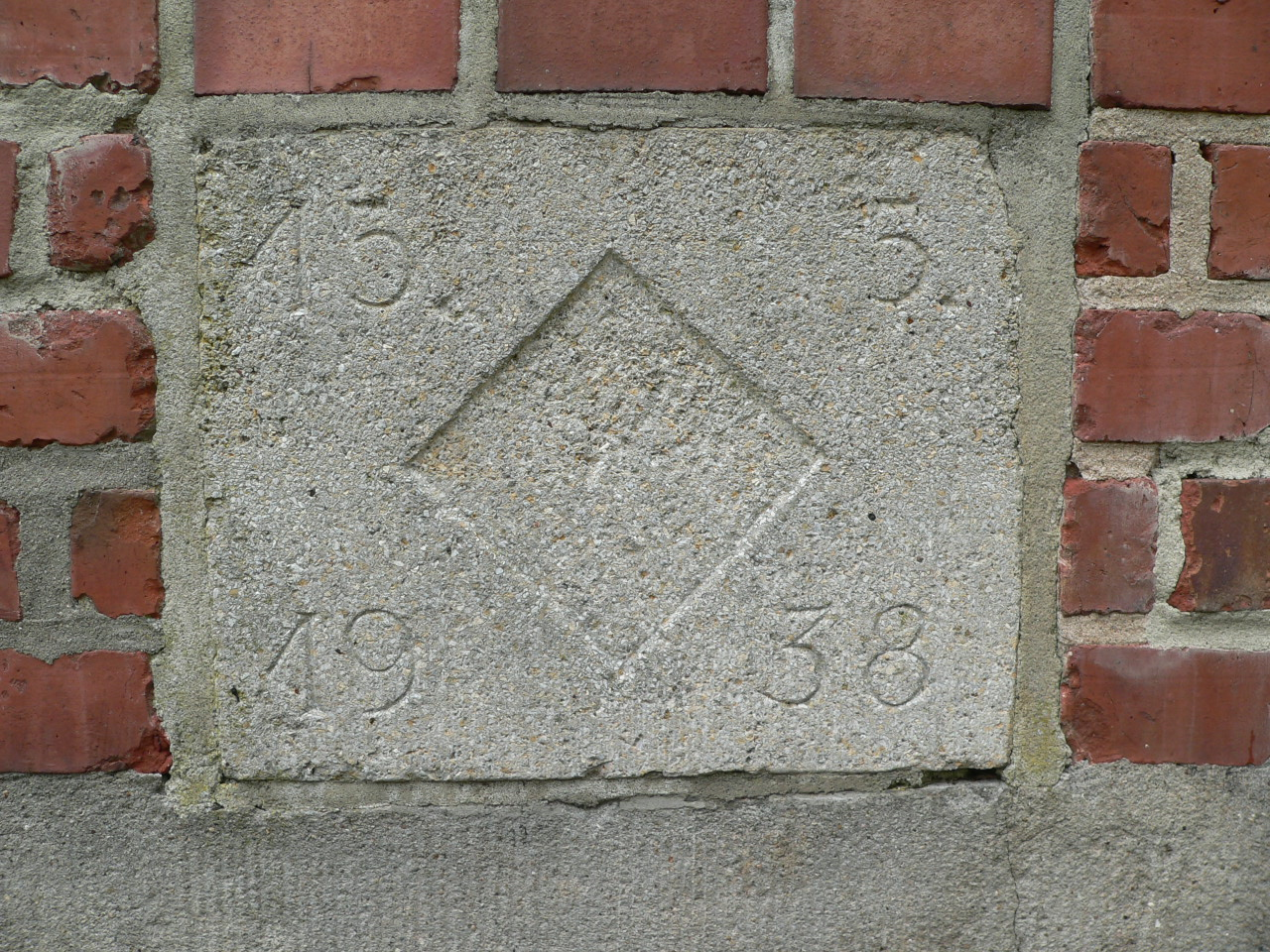
Grundsteinabdeckung
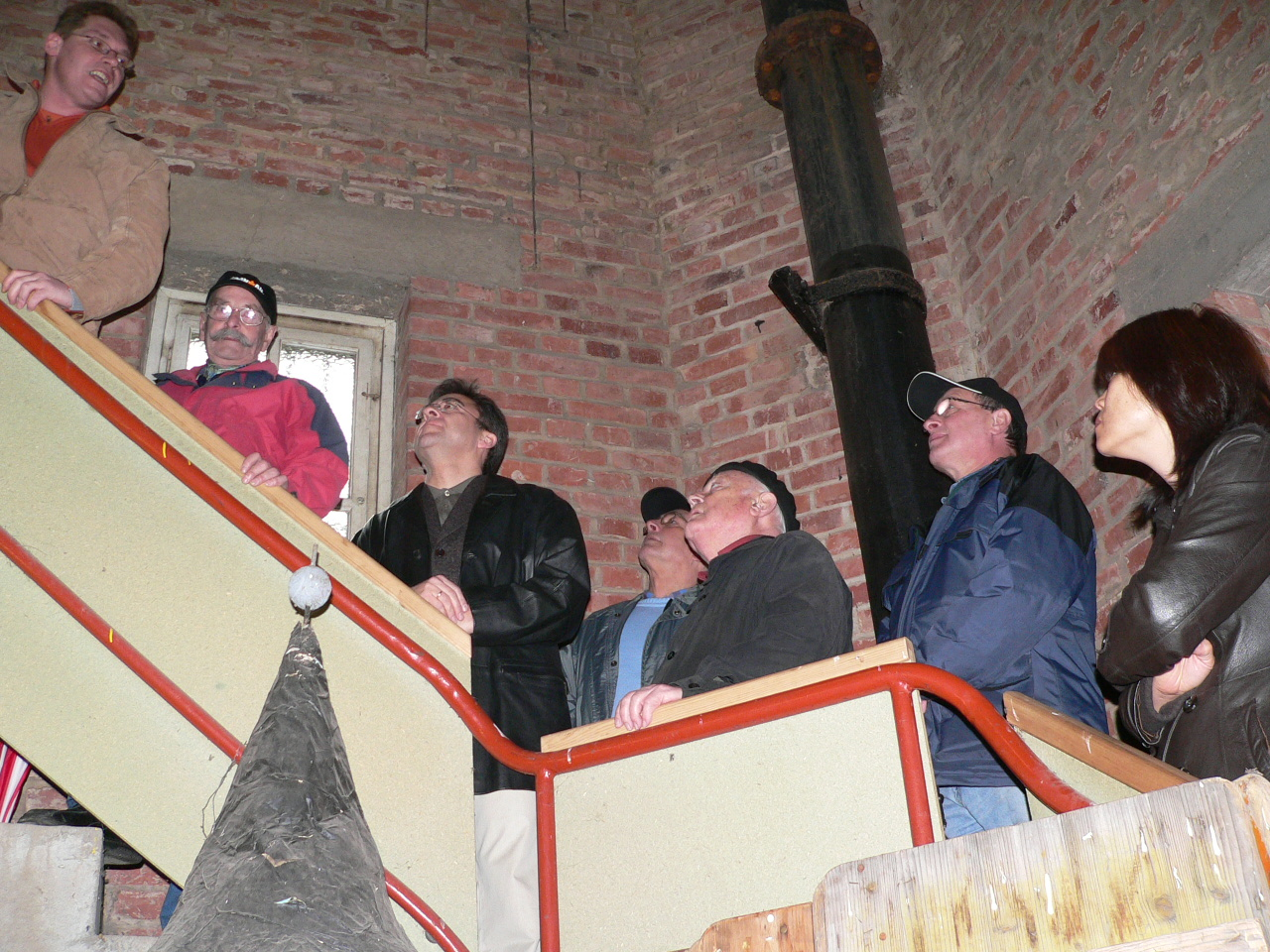
Aufstieg zur Turmstube
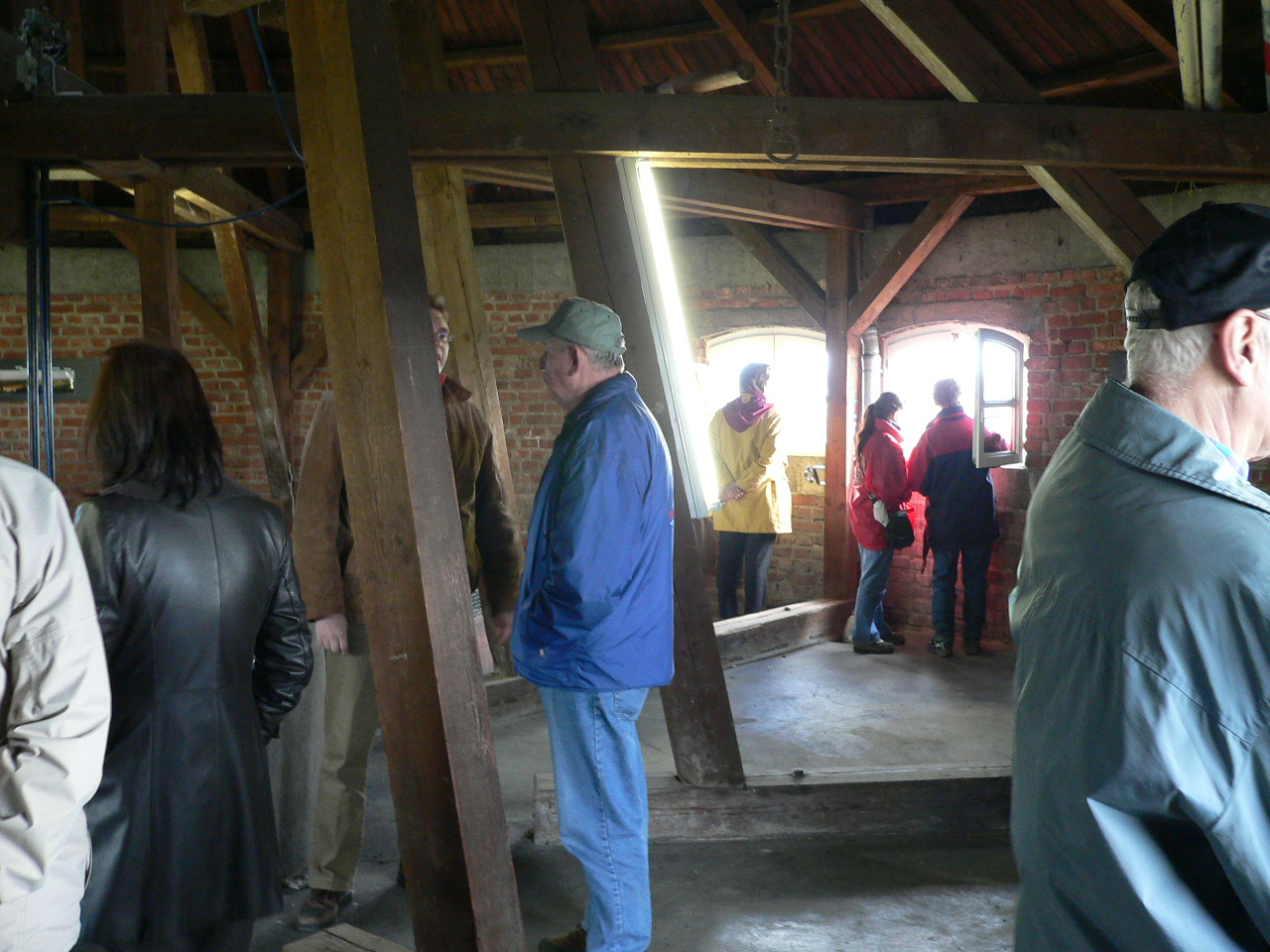
Turmstube mit Dachstuhl
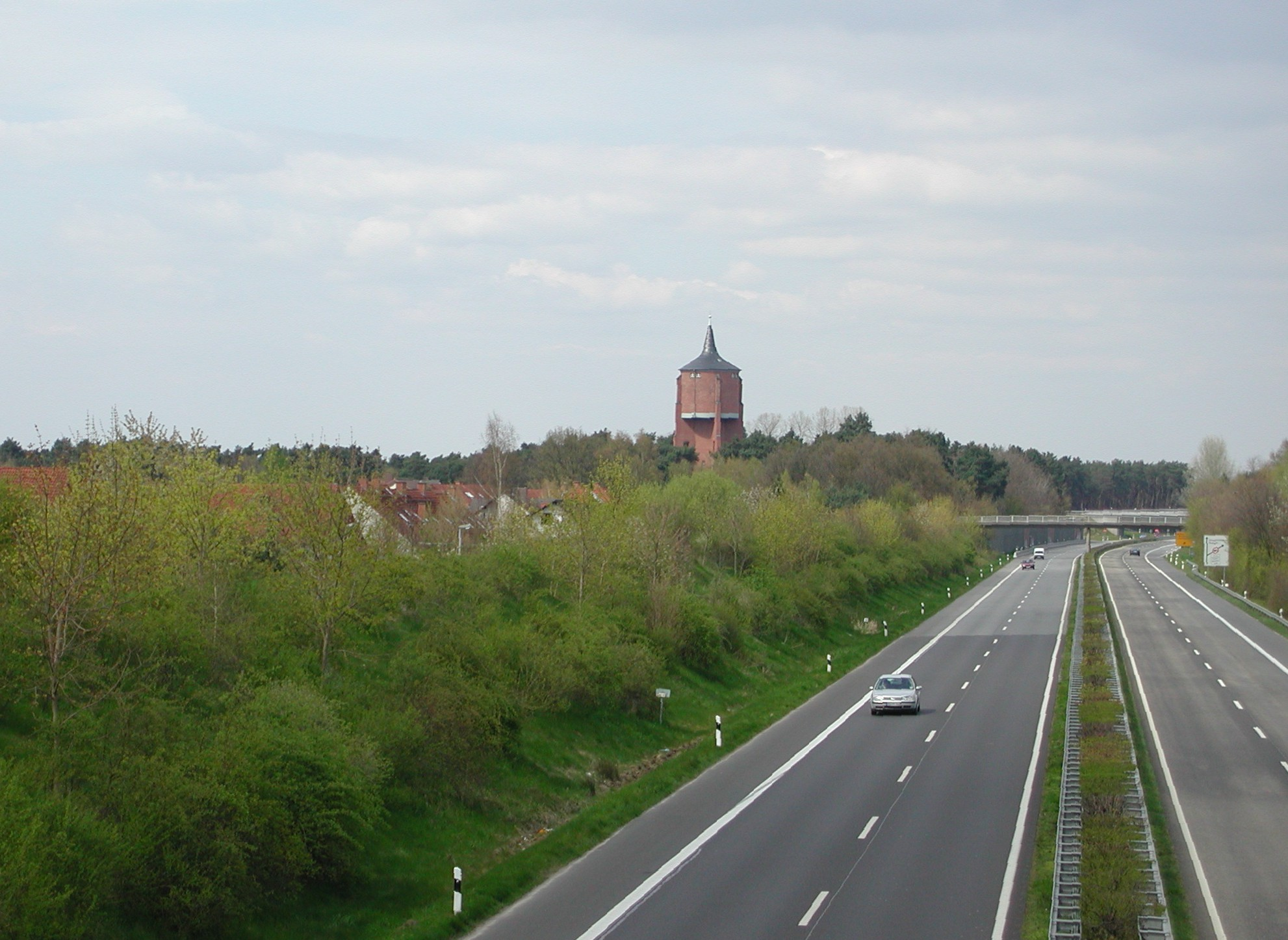
B45 und Jügesheimer Wasserturm